# Strandflenört
Strandflenört (Scrophularia umbrosa) är en växtart i familjen flenörtsväxter.

## Externa länkar

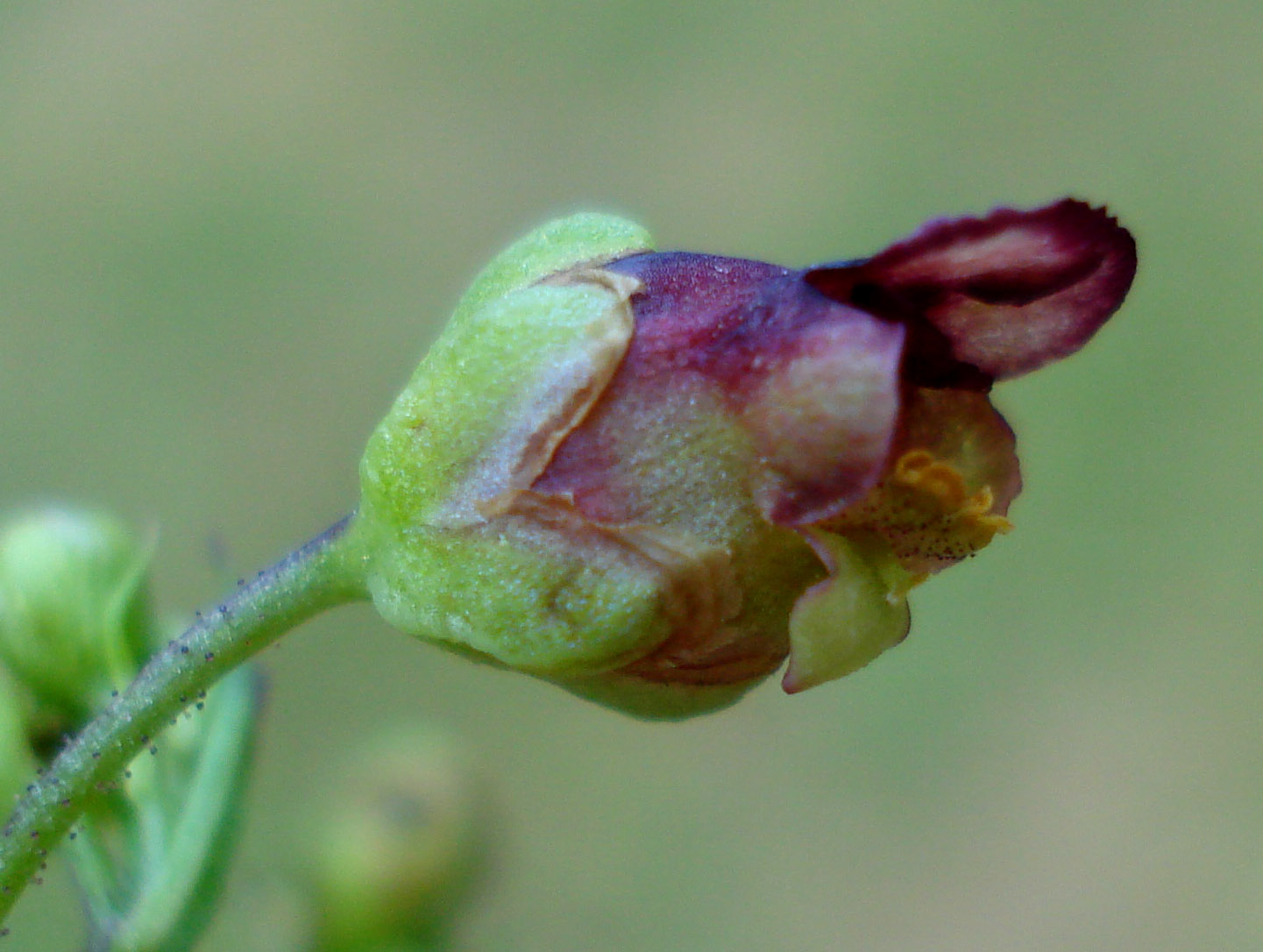